# Sylvain Arend
Sylvain Julien Victor Arend (Robelmont, Luxemburgo, 6 de agosto de 1902–18 de febrero de 1992) fue un astrónomo belga, cuyo principal campo de interés era la astrometría. Trabajó en el Real Observatorio de Bélgica, en Uccle.
Estudió en la Universidad Libre de Bruselas, en la que se doctoró en Ciencias Físicas y Matemáticas. Empezó a trabajar en el Observatorio real de Bélgica en 1928, y estuvo vinculado a dicha institución, en la que fue director del Departamento de Astrometría y Mecánica Celeste, hasta 1967. Se interesó principalmente por la astrometría y la fotografía astrométrica.
Fue el descubridor de una nova, Nova Scuti 1952 y de tres cometas: los cometas periódicos 49P/Arend-Rigaux y 50P/Arend y, junto con Georges Roland, el cometa Arend-Roland. Descubrió o codescubrió también varias estrellas variables y alrededor de 50 asteroides, entre los que destacan el asteroide Amor (1916) Boreas y el asteroide troyano (1583) Antíloco. Fue también el descubridor de (1652) Hergé, así llamado por Hergé, el creador de Las aventuras de Tintín, y de (1640) Nemo, en homenaje al capitán Nemo, personaje creado por Julio Verne. El asteroide (1563) Noël fue así denominado por su hijo, Emanuel Arend. Trabajó también intensamente, en colaboración con observatorios estadounidenses, en la investigación sobre estrellas binarias.